# Tupaia javanica
Tupaia javanica là một loài động vật có vú trong họ Tupaiidae, bộ Scandentia. Loài này được Horsfield mô tả năm 1822.

## Hình ảnh

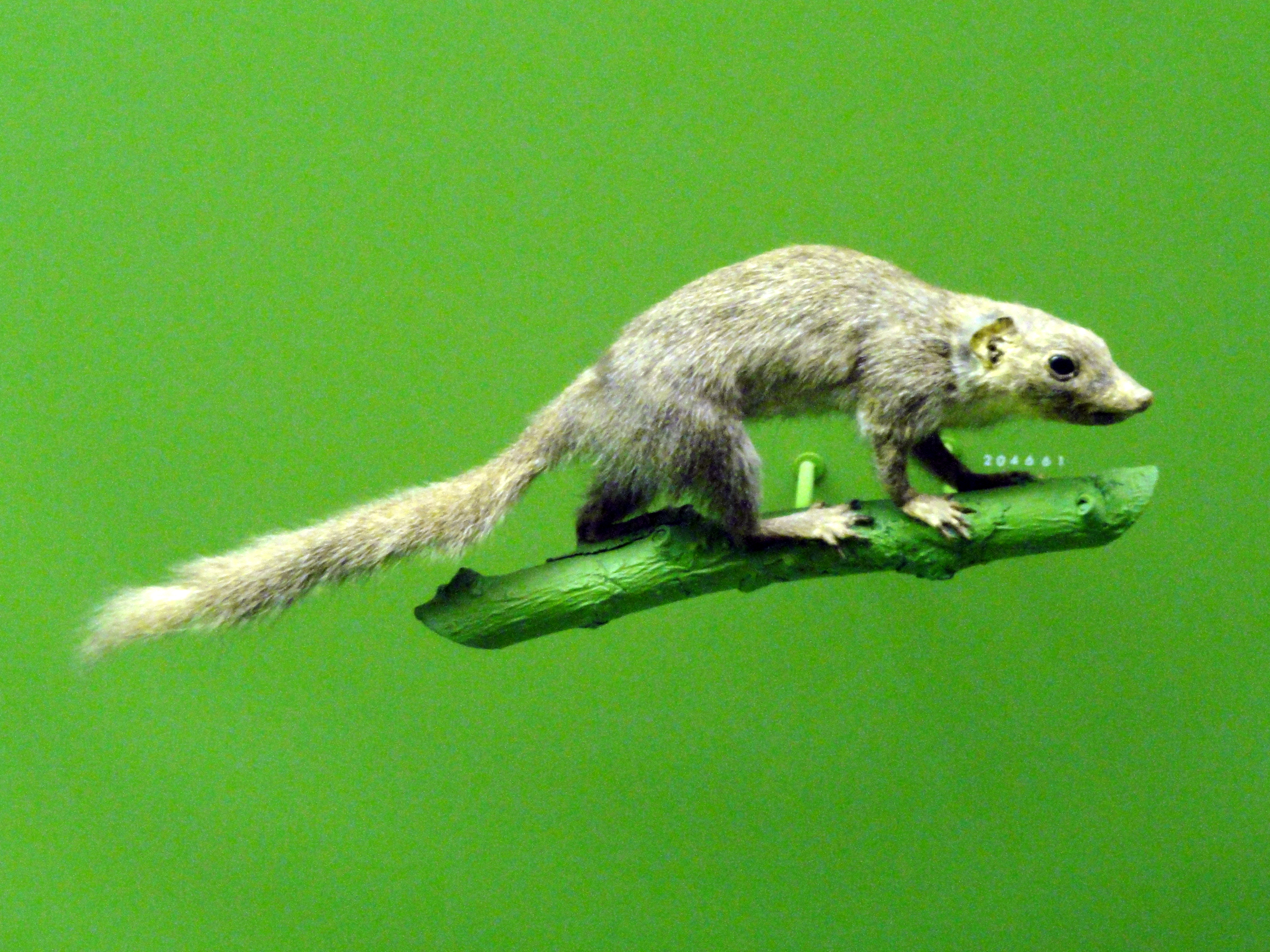